# 神社山
神社山（じんじゃやま）は、北海道札幌市中央区に位置する山。標高は237メートル。
山名は1897年（明治30年）12月に札幌神社（後の北海道神宮）の所有地となったことに由来する。アイヌ語ではエプイ（つぼみのような小山）と呼ばれていたらしい。
神宮が管理しているため、緑がよく残っている。登山道は存在しない。

## 北部軍秘密地下司令部
太平洋戦争末期、日本の敗色が濃厚となると、北部軍はアメリカ軍の上陸に備えて月寒の防空作戦室の移転先を求めるようになった。その建設地に選ばれたのが神社山である。北海道神宮の「社務日誌」には、「昭和20年6月25日北部軍司令部大竹少尉が要望書なるものを持ってきた」とある。
勤労動員で駆りだされた主婦や、朝鮮人を含む人々の手によって山に横穴が掘られたが、地下司令部として完成を見ることはなかった。
洞窟自体は現存しているが、入り口はふさがれており、入ることはできない。